# Die Meistersinger von Nürnberg
Die Meistersinger von Nürnberg (WWV 96) ist eine Oper bzw. ein Satyrspiel des Komponisten Richard Wagner in drei Akten nach einem von ihm selbst verfassten Libretto. Die Uraufführung fand am 21. Juni 1868 in München statt. Die Spieldauer beträgt rund 4 ½ Stunden.

## Handlung

### Erster Akt: Katharinenkirche in Nürnberg
Im Nürnberg der Reformationszeit hat der reiche Goldschmied Veit Pogner seine einzige Tochter Eva demjenigen zur Ehe versprochen, der bei einem Wettsingen am bevorstehenden Johannistag den Preis gewinnen würde. Nach dem Gottesdienst zu Ehren des heiligen Johannes des Täufers in der Nürnberger Katharinenkirche inmitten der Lorenzer Altstadt trifft Eva den jungen Ritter Walther von Stolzing wieder, den verarmten letzten Nachkommen seines Geschlechts, der nach Nürnberg gezogen ist. Beide hatten sich am Abend zuvor bei einem Besuch Walthers im Haus der Pogners kennengelernt und sofort Gefallen aneinander gefunden. Walther erringt in der Kirche zunächst nur Evas Aussage, dass sie zwar zu freien sei, aber ihr Herz schon längst an ihn verschenkt habe, gäbe es da nicht die Bedingung des Vaters: „ein Meistersinger muss es sein.“ Walther von Stolzing wagt sich also daran und bewirbt sich, zuvor noch instruiert vom Lehrbuben des Hans Sachs, David, während der abendlichen Sitzung der Meister in der Katharinenkirche, dem Versammlungs- und Singraum der Nürnberger Meistersinger, mit einem Probegesang, um die Meistersingerwürde und damit Evas Hand zu gewinnen.
Sixtus Beckmesser, Stadtschreiber in Nürnberg, gehört der Zunft der Meistersinger an, in der er das Amt des „Merkers“ bekleidet. Er wähnte sich schon als sicherer Sieger des Wettstreits, weil er annehmen durfte, der einzige Teilnehmer zu sein. Bedenklich stimmte ihn nur die Regelung, dass Eva der Wahl zustimmen müsse. Seine Versuche, Pogner zu einer Änderung dieser Einschränkung zu bewegen, scheitern. Bedenken und Argwohn Beckmessers verstärken sich noch, als mit Walther von Stolzing ein neuer Bewerber und Konkurrent um den Meisterpreis auftritt. Die Regeln der Meistersinger erfordern, dass als erster Schritt zur Aufnahme in die Zunft ein Probegesang bestanden werden müsse. Als Merker hat Beckmesser ihn zu prüfen, und mit offenkundiger Parteilichkeit gelingt es ihm mühelos, die anwesenden Meister – ausgenommen Hans Sachs – zu überzeugen, dass der Bewerber wegen zahlreich begangener Fehler „versungen“ habe und als Mitglied und Meistersinger nicht geeignet sei. Der erste Akt endet im allgemeinen Tumult der von Beckmesser im Beharren auf strengster Regeltreue aufgewiegelten Meistersinger, wobei Walthers Lied, das er noch zu Ende zu singen versucht, dabei völlig untergeht. Der nachdenkliche Sachs aber erkennt die Intentionen Stolzings und argumentiert gegen die Vorurteile der etablierten Meister:
Halt, Meister! Nicht so geeilt!
Nicht jeder eure Meinung teilt. –
Des Ritters Lied und Weise,
sie fand ich neu, doch nicht verwirrt:
verließ er unsre Gleise
schritt er doch fest und unbeirrt.
Wollt ihr nach Regeln messen,
was nicht nach eurer Regeln Lauf,
der eignen Spur vergessen,
sucht davon erst die Regeln auf!
Dauer: etwa 80 Minuten

### Zweiter Akt: Straße in Nürnberg
Zu Beginn des zweiten Aktes, es ist Abend, genießt Sachs die laue Johannisnacht und poetisiert: Was duftet doch der Flieder, so mild, so stark und voll! Mir löst er weich die Glieder, will, dass ich was sagen soll. –
Sachs macht sich Gedanken über den Liedvortrag des Junkers, konnte das, was er hörte, einerseits nicht behalten, andererseits auch nicht vergessen und auch nicht messen, denn keine Regel wollte da passen … „und war doch kein Fehler drin. – Es klang so alt und war doch so neu!“ Er erkennt nicht nur das Neue der Liedkunst, sondern auch die Liebe zwischen Stolzing und Eva und verzichtet auf seine Ambitionen. Er findet sich zu alt, um sich mit der jungen Eva zu vermählen. Weiterhin auf „Freiers Füßen“ ist Beckmesser; er meldet seine Ambitionen auf Eva an und will ihr, die er am Fenster zu sehen glaubt – in Wahrheit hat Magdalene in Verkleidung ihren Platz eingenommen –, sein für das Wettsingen am nächsten Tag gedichtetes Lied vorsingen und sich auf seiner Laute begleiten. Doch der verliebte Stadtschreiber wird vom schusternden Sachs gestört. Sachs spielt nun den strengen „Merker“ und kommentiert die Verse und die nach den strengen alten Meisterregeln komponierte Melodie des Laute spielenden Werbers auf seine Weise, nämlich indem er mit dem Hammer auf die Schuhsohlen schlägt – eine Parallele zur Merkerszene des ersten Akts, bei der Beckmesser lautstark die Fehler Walthers auf einer Tafel mit Kreide anschrieb. Lautengezupfe (in der Oper imitiert durch eine „kleine Stahlharfe“), Minnesang und Schustergeklopfe wecken die schlafenden Nachbarn, und es kommt zu einer der originellsten und turbulentesten Chorszenen der Operngeschichte, der Prügelszene als großer Chorfuge, einem musikalischen „Fugato“ von äußerster Raffinesse. Als arg zerzaustes Opfer verlässt der vom eifersüchtigen David verprügelte Beckmesser am Ende des zweiten Aktes die Bühne. Im allgemeinen Tumult verhindert Sachs die Flucht Stolzings und Evas. Als der Nachtwächter auftaucht, ins Horn bläst und verkündet, dass die Glocke „Elfe“ geschlagen habe, kehrt in Nürnberg wieder Ruhe ein.
Dauer: etwa 60 Minuten

### Dritter Akt, erste bis vierte Szene: Sachsens Schreibstube
Hans Sachs grübelt frühmorgens in seinem Lehnstuhl über den „Wahn“ der Welt (Wahnmonolog) und über die merkwürdigen Ereignisse der vergangenen Nacht. Im nächtlichen Tumult hat Hans Sachs Walther von Stolzing in sein Haus gerettet. Sachs ist von dem außergewöhnlichen Talent des jungen Ritters überzeugt, und so bringt er ihn am Morgen dazu, aus der Schilderung eines Traumes ein wahres „Meisterlied“, das auch den Regeln der Zunft standhalten würde, zu verfassen. Stolzing ist zuerst skeptisch: Wie soll aus seinem Traum ein Lied entstehen? Sachs antwortet:

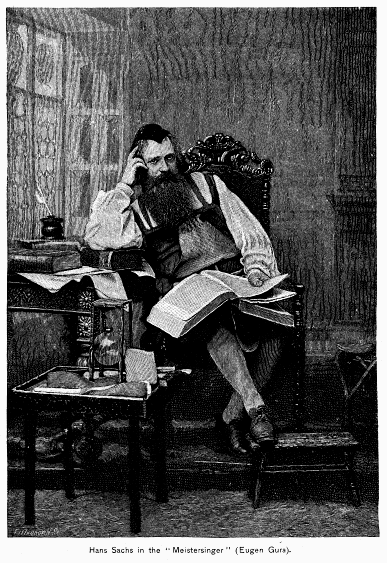
Eugen Gura als Hans Sachs

Mein Freund! Das grad ist Dichters Werk
daß er sein Träumen deut und merk.
Glaubt mir, des Menschen wahrster Wahn
wird ihm im Traume aufgetan:
all Dichtkunst und Poeterei
ist nichts als Wahrtraumdeuterei …
Walther erzählt, singt daraufhin seinen Morgentraum und findet wie von selbst die poetische Form. Sachs, der mitschreibt, ist beeindruckt und vermag davon – bei aller dichterisch-musikalischen Freiheit – die allgemeine Regel abzuleiten.
Beckmesser, der Sachs kurz darauf besucht, in Not wegen seines durchgefallenen Lieds und arg lädiert von der nächtlichen Prügelei, findet den Text und wirft dem Witwer Sachs vor, heimlich selbst um Eva werben zu wollen, obwohl er das stets bestritten habe. Sachs versichert erneut, nicht als Werber auftreten zu wollen, und schenkt Beckmesser das Lied, das dieser hocherfreut einsteckt. Mit einem Lied von Sachs könne nun nichts mehr schiefgehen, meint er. Inzwischen ist Eva, ebenfalls Rat suchend, bei Sachs eingetreten. Sachs, der selbst, obwohl er nicht um sie werben wollte, für Eva eine tiefe, an Liebe grenzende Sympathie empfindet, erkennt aber rechtzeitig, dass Walther von Stolzing der einzig Richtige und Eva für diesen die rechte Braut sei, und entsagt selbst. Walther trägt Sachs und Eva spontan eine weitere Strophe seines neu gedichteten Meisterliedes vor, Sachs spricht einen symbolischen Taufspruch darauf und nennt es Walthers „Selige Morgentraum-Deutweise“. Darauf erklingt in einem kontemplativen Moment, einem Sich-Besinnen, gleichsam Innehalten der Handlung, bevor es auf die Festwiese geht, ein Quintett von Sachs, Eva, Walther, dem frisch zum Gesellen geschlagenen David und dessen Braut Magdalene. Sie preisen jeweils aus ihrer Sicht das Glück der Stunde. Eva singt: „Selig, wie die Sonne meines Glückes lacht …“.

### Dritter Akt, fünfte Szene: ein freier Wiesenplan vor der Stadt Nürnberg

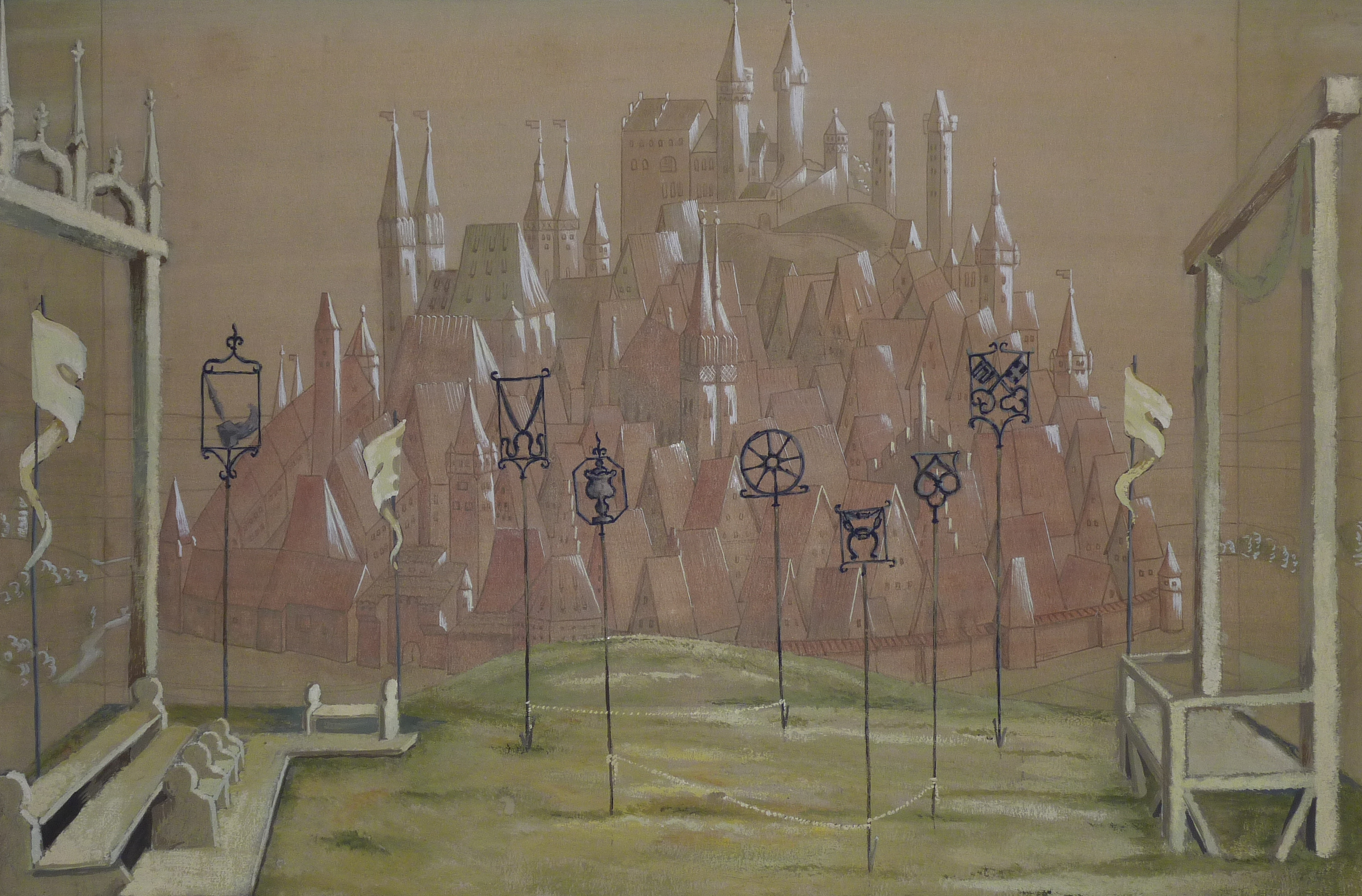
Bühnenbildentwurf von Helmut Jürgens für Die Meistersinger von Nürnberg, Festwiese, Aufführung Bayerische Staatsoper, München, 1949

Eine musikalische Verwandlung führt von der Schusterstube zur Festwiese, auf der das Volk schon versammelt ist und den feierlichen Einzug der Meistersinger erwartet. Sachs wird hymnisch mit einem Choral begrüßt, dem berühmten: Wach auf, es nahet gen den Tag …
Darauf beginnt der Wettgesang des Johannisfests. Beckmesser stimmt das ihm von Sachs geschenkte Lied an, scheitert indes kläglich beim Vortrag, weil die Schrift für ihn schlecht leserlich ist und er den Text deshalb fehlerhaft entstellt und zudem zu seiner eigenen unpassenden Melodie zu singen versucht. Wütend wirft er das Blatt zu Boden, erklärt der verwunderten Menge, das Lied sei gar nicht von ihm, Sachs habe ihm absichtsvoll ein schlechtes Lied aufgedrängt, und verlässt verlacht und gedemütigt die Bühne. Sachs erklärt, das Lied sei nicht von ihm, und ruft Walther von Stolzing als Zeugen auf, der durch richtigen Vortrag beweisen soll, dass er der Dichter des Liedes sei. Stolzing trägt sein Lied vor (Morgenlich leuchtend im rosigen Schein …) und überzeugt vollständig, auch alle anwesenden Meister, die ihn am Vorabend noch kritisiert hatten. Die Meister erklären feierlich seine Aufnahme in die Meistersingergilde, Walther aber lehnt dies zunächst ab – „will ohne Meister selig sein!“. Sachs belehrt Walther, doch die Tradition, in der auch er selbst steht, nicht zu vergessen, und ermahnt ihn: „Verachtet mir die Meister nicht, und ehrt mir ihre Kunst!“ Er versöhnt die Gegensätze und beschließt seine Ansprache mit einer eindringlichen Warnung:
was deutsch und echt, wüßt’ Keiner mehr,
lebt’s nicht in deutscher Meister Ehr’.
Drum sag’ ich Euch:
ehrt Eure deutschen Meister!
Dann bannt Ihr gute Geister;
und gebt Ihr ihrem Wirken Gunst,
zerging’ in Dunst
das Heil’ge Röm’sche Reich,
uns bliebe gleich
die heil’ge deutsche Kunst!
Alle Mitwirkenden auf der Bühne: das Volk, die Meister und auch Stolzing, der nun die Meisterehre annimmt, stimmen Sachs euphorisch zu: „Heil! Sachs! Nürnbergs teurem Sachs!“
Dauer: etwa 120 Minuten

## Historischer Hintergrund
Das Werk hat im Gegensatz zu den meisten anderen Musikdramen Wagners keinen erkennbaren mythologischen Hintergrund. Die Oberfläche des Werks stützt sich ganz auf Historisches. Wagner lässt Personen aus der Zeit Nürnbergs im Zeitalter der Reformation, im 16. Jahrhundert, auftreten, darunter den Dichter Hans Sachs. Dieser in Nürnberg und ganz Süddeutschland verehrte Dichter und Schustermeister (1494–1576) war mit über 6.000 Werken (ca. 4.000 Meisterlieder, ca. 1800 Spruchgedichte, ca. 200 Dramen, Fabeln und Schwänke) einer der produktivsten deutschen Dichter. Er war nicht nur der bekannteste Vertreter der Meistersänger, sondern galt auch als großzügiger Mensch. So schlug er etwa vor, die Beurteilung von Meisterliedern seiner Nürnberger Zunft nicht nur den vier Merkern zu überlassen, sondern dies mehrmals im Jahr der Zuhörerschaft zu übertragen.
Richard Wagner entnahm sein Wissen um die Regeln der Meistersinger (die „Tabulatur“) vor allem der 1697 erschienenen Nürnberg-Chronik mit einem Anhang „Von der Meister-Singer holdseligen Kunst“ Johann Christoph Wagenseils (1633–1705), der im Übrigen dieses pedantische Regelwerk auf die strengen Regeln und Vorschriften des jüdischen Talmud zurückführt. Die angeblich bereits im 14. Jahrhundert schriftlich fixierte Tabulatur, welche die Musik der höfischen Minnesänger dem Bedarf ihrer bürgerlichen Nachfolger adaptieren sollte, gibt zugleich einen detaillierten Einblick in das damalige Leben der Handwerkermeister.
Wagner hat allerdings nur die Namen, Regeln und Meistersinger-Bräuche von Wagenseil übernommen. Die Handlung und die Berufe der Meister entspringen zum größten Teil Wagners Phantasie. Er benutzte auch eigene Erfahrungen, wie das Erlebnis eines nächtlichen Sängerstreits mit Prügelei, an der er selbst in jungen Jahren (1835 in Nürnberg) beteiligt war, und literarische Vorlagen wie E. T. A. Hoffmanns Meister Martin der Küfner und seine Gesellen aus der Novellensammlung Die Serapionsbrüder. Außerdem dürfte er Johann Ludwig Deinhardsteins Schauspiel Hans Sachs (Uraufführung 1827) sowie die darauf basierende Oper Hans Sachs von Albert Lortzing (Uraufführung 1840) gekannt haben.
Das Wort Meister-Singer besitzt eine doppelte Bedeutung. Einerseits waren alle Mitglieder der damaligen Gilden Meister in ihrem jeweiligen Beruf, andererseits bildeten die Meistersinger in vielen deutschen Städten eine eigene, angesehene Zunft, in deren fünfstufigem Rangsystem der Meistertitel analog zum Handwerkerberuf nur durch ein wirkliches Meisterstück errungen werden konnte. Wagner karikiert freilich einige Auswüchse – vor allem in der Person des strengen Stadtschreibers Beckmesser, dessen Name zum Synonym für engstirnige Pedanterie wurde.

### Wahl des historischen Nürnberg als Schauplatz für die Oper
Die Stadt Nürnberg entwickelte sich im Laufe des 15. und 16. Jahrhunderts zu einem der wichtigsten deutschen Handelszentren und erlebte „zur Zeit von Hans Sachs ihre wirtschaftliche, politische und kulturelle Blütezeit.“ Zur Mitte des 16. Jahrhunderts sei es mit 40.000–50.000 Einwohnern „neben Köln und Augsburg die einzige ‚Weltstadt‘ Deutschlands“ gewesen. Diese wirtschaftliche Blüte habe es dem Handwerkerstand ermöglicht, „ein eigenes Selbstbewusstsein zu entwickeln“. Nürnberg war Zentrum des Buchdrucks und Buchhandels und wurde durch gute internationale Handelsbeziehungen „wichtigste ‚Nachrichtenzentrale‘ des Deutschen Reiches“. Die Rolle Nürnbergs als reformatorische Avantgarde habe auch den „kleinen Mann“ herausgefordert, „sich mit öffentlichen Angelegenheiten, seien es politische oder religiöse, zu beschäftigen“.

## Entstehung

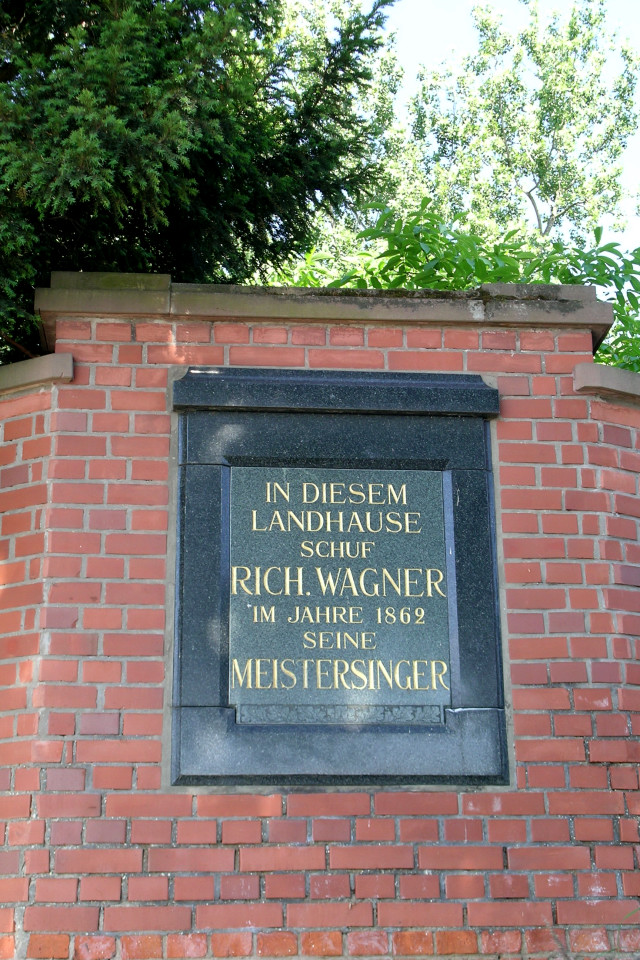
Gedenktafel in Biebrich

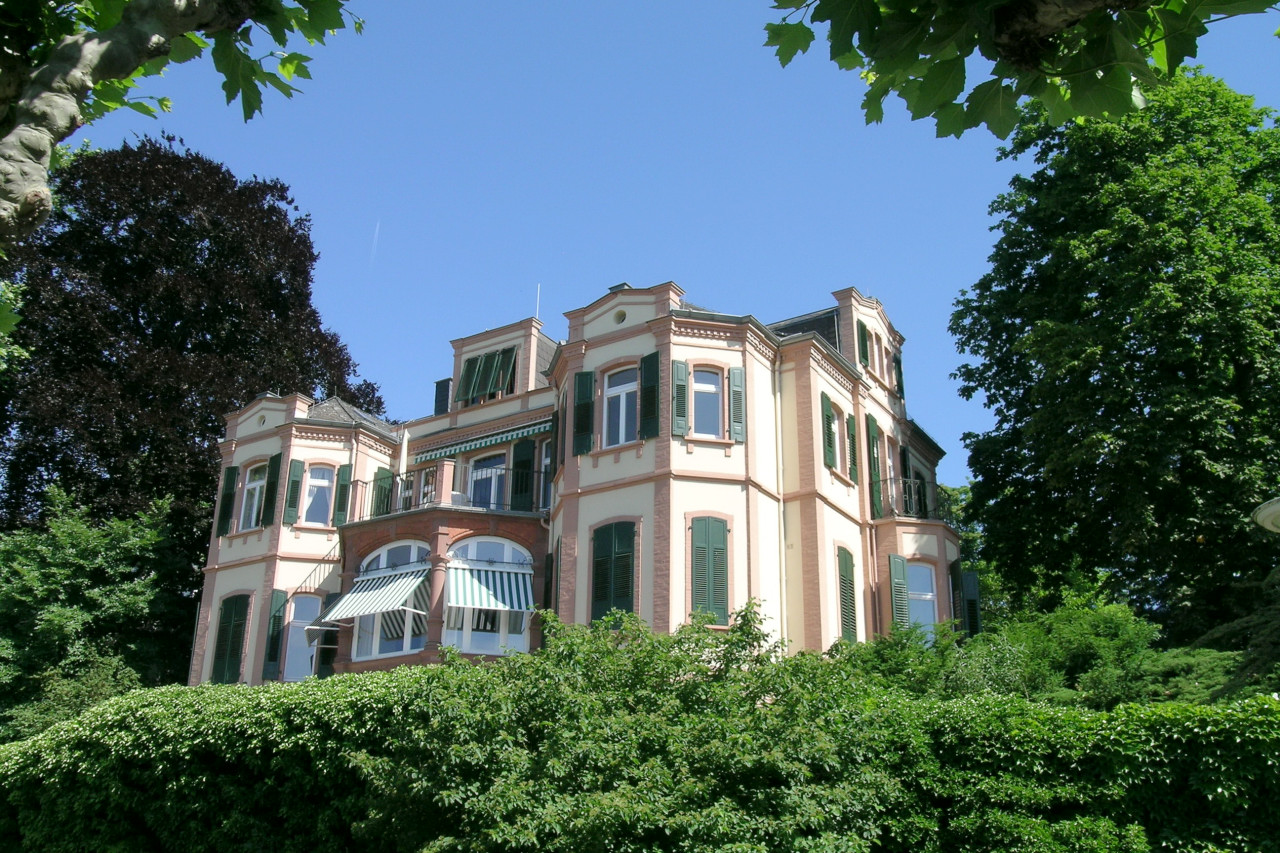
Landhaus am Rhein in Biebrich

Die erste Skizze zur Oper verfasste Wagner 1845 bei einem Kuraufenthalt in Marienbad. Seine Absicht war, damit ein heiteres Gegenstück im Sinne eines Satyrspiels zum tragisch endenden Tannhäuser zu schaffen. Der Entwurf blieb jedoch zunächst unverarbeitet liegen. Erst 1861 erinnerte Wagner sich wieder daran, als er einen neuen Opernstoff für ein schnell zu realisierendes Erfolgsstück suchte, um sich aus akuter Geldnot zu retten. Bei einem kurzen Aufenthalt in Venedig soll ihn der Anblick eines Marienbilds (Assunta) von Tizian so bewegt haben, dass er spontan beschloss, die Meistersinger von Nürnberg nun auszuführen.
Wagner begann gleich anschließend tatsächlich mit der Vorbereitung und fertigte einen neuen Entwurf, den er seinem Mainzer Verleger Franz Schott anbot, der ihn dann kurzfristig mit der Fertigstellung beauftragte und einen ansehnlichen Vorschuss an Wagner zahlte. Wagner begab sich sofort nach Paris, wo er in völliger Zurückgezogenheit in nur 30 Tagen die Dichtung schrieb.
Anfang Februar 1862 reiste er nach Mainz und las im Verlagshaus Schott den Text vor. Um in Ruhe komponieren zu können, bezog er ein am Rheinufer gelegenes Landhaus in Wiesbaden-Biebrich. Die Ouvertüre der Meistersinger entstand, abgesehen von einigen losen musikalischen Gedankenskizzen, in wenigen Wochen nach Fertigstellung des Textes zwischen Palmsonntag und Ostern (13. bis 20. April) 1862. Diese als „Vorspiel“ bezeichnete Orchestereinleitung wurde schon im Jahr der Entstehung, und bevor die ganze Oper fertig war, bei einem Konzert unter Wagners Leitung in Leipzig dem Publikum vorgestellt. Erst nachdem Wagner in König Ludwig II. von Bayern einen Förderer gefunden hatte, konnte er die Komposition seiner „Meistersinger“ beenden, die schließlich am 21. Juni 1868 in München zur Uraufführung kamen. 

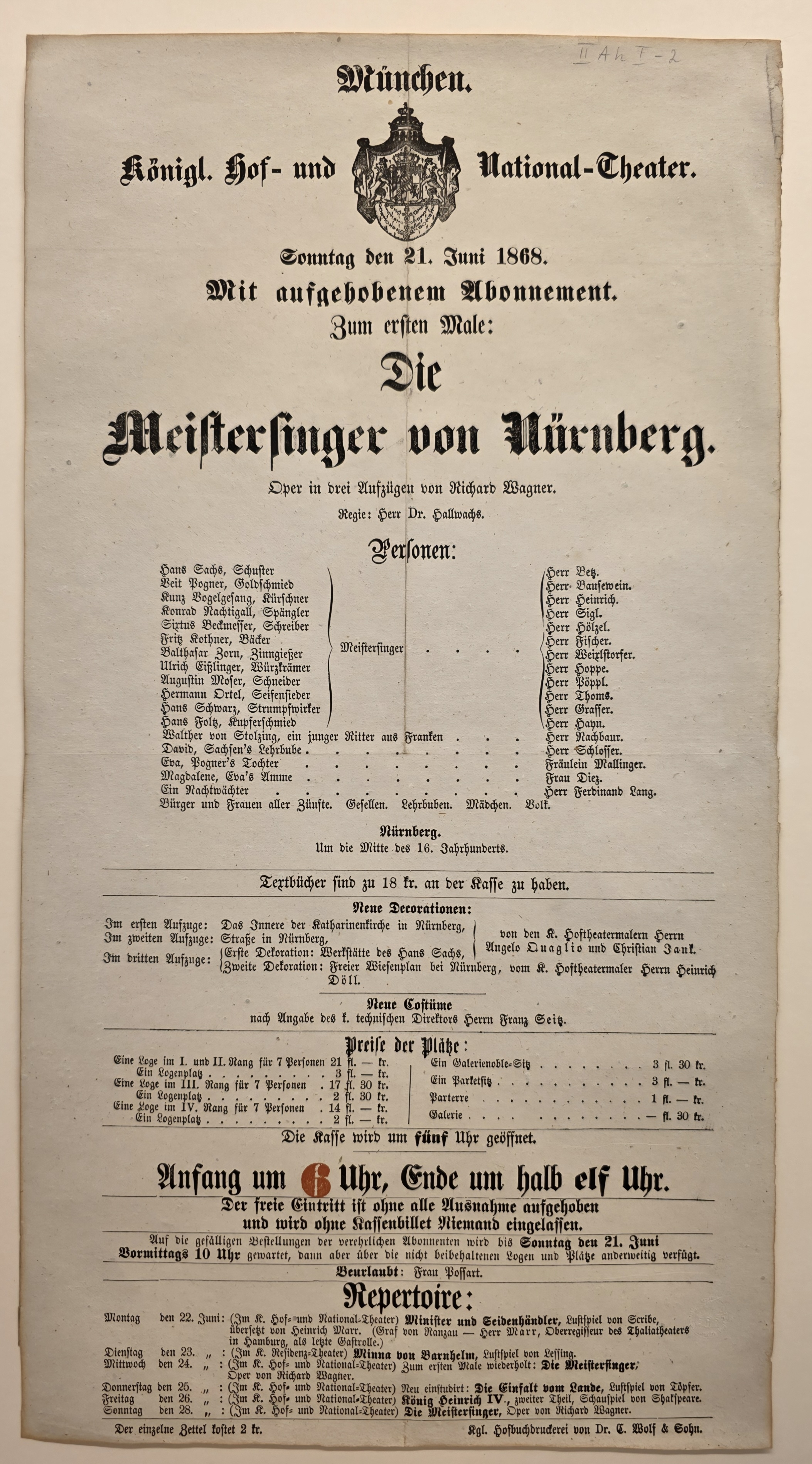
Theaterzettel der Uraufführung Die Meistersinger von Nürnberg

Am Pult stand Hans von Bülow, der 1865 bereits Tristan und Isolde erstmals an gleicher Stelle dirigiert hatte.
Außer seinem frühen, nur selten aufgeführten Werk Das Liebesverbot ist Die Meistersinger von Nürnberg die einzige komische Oper, die Wagner schrieb – er hat sie jedoch selbst nicht als solche bezeichnet, enthält sie doch durchaus auch dunkle, melancholische Zwischentöne. Nach der ekstatischen musikalischen Handlung von Tristan und Isolde, in welcher Wagner die bis zum Schluss vergebliche Sehnsucht nach Liebe formulierte, schuf er hier eine Atmosphäre, die von der festlich-feierlichen Tonart C-Dur und zahlreichen Chorälen und Fugen dominiert wird. „Die Meistersinger“ feiern die Kunst selbst und ihre religiöse Überhöhung. Wagner zitiert in diesem Werk auch altertümliche musikalische Formen und bezeichnete sein Werk selbst als „angewandten Bach“.
Mit „Die Meistersinger von Nürnberg“ wurde am 21. August 1901 auch das zweite Münchner Opernhaus, das Prinzregententheater, das eine verkleinerte Kopie des Bayreuther Festspielhauses darstellt und diesem Konkurrenz machen sollte, in München eingeweiht. Die Kölner Oper wurde 1902 mit dem 3. Akt eröffnet. Auch als das neue Nürnberger Opernhaus im Jahre 1905 eröffnet wurde, spielte man – wohl nicht zuletzt aufgrund des lokalen Bezuges – „Die Meistersinger“, ebenso in Leipzig 1960 zur Eröffnung des einzigen Opern-Neubaus der DDR, in München 1963 zur Wiedereröffnung des im Krieg zerstörten wiederaufgebauten Nationaltheaters und 1988 in Essen zur Eröffnung des Aalto-Theaters.
Die Originalpartitur der Oper Die Meistersinger von Nürnberg schenkte Wagner 1867 dem bayerischen König Ludwig II. 1902 wurde das kostbare Original dem Germanischen Nationalmuseum anlässlich seines 50-jährigen Bestehens überreicht.

## Musik

### Orchester
Das Orchester ist wie folgt besetzt:
2 Flöten, Piccolo, 2 Oboen, 2 Klarinetten in B, 2 Fagotte, 4 Hörner, 3 Trompeten, 3 Posaunen, Tuba, Pauken, Schlagwerk (große Trommel, Becken, Triangel, Glockenspiel (eigentlich Klaviaturglockenspiel)), Harfe (mit „Beckmesser-Harfe“), Streicher.
Ferner kommen auf der Bühne verschiedene Trompeten und Hörner (drei Stimmen), ein „Stierhorn“ des Nachtwächters in Fis/Ges, eine Laute (gespielt von der Harfe als „Beckmesser-Harfe“), Militärtrommeln und eine Orgel zum Einsatz.
Die Partitur enthält für eine Reihe von Instrumenten Probespielstellen, insbesondere im Vorspiel.

### Komposition
Nach dem chromatischen „Nocturne“ des Tristan schrieb Wagner in Gestalt der Meistersinger von Nürnberg ein gleißend helles diatonisches „Tagstück“ in C-Dur. Die Meistersinger sind so gesehen als kontrastierendes „Gegenstück“ zum Tristan konzipiert. Die Tristan-Harmonik indes ist in den Meistersingern nicht einfach ausgelöscht, sondern sozusagen nur eingekapselt und aufgehoben in einer diatonischen Außenhülle, um vor allem im dritten Akt der Oper, in welchem Wagner den autobiographisch gezeichneten „entsagenden“ Hans Sachs in den Vordergrund rückt, wieder offen hervorzubrechen.
Kennzeichnend für die Musik des Tristan wie auch der Meistersinger ist Wagners subtil und unaufdringlich gewordene Handhabung der Leitmotivtechnik sowie eine gegenüber den bis dato entstandenen Werken enorm gesteigerte polyphone Ausarbeitung des Tonsatzes: Tatsächlich sei Wagner, so urteilte Gustav Mahler, „wirklich polyphon“ nur im Tristan und in den Meistersingern. Das „Prinzip Tristan-Akkord“ im Sinne eines Kondensierens von leitmotivischer Bedeutung in einem einzigen Punkt, sprich: dem einzelnen Akkord, ist auch in den Meistersingern lebendig, ja es wird hier sogar noch ausgeweitet. Eine Studie von Johannes Schild aus dem Jahr 2014 benennt in den Meistersingern „ein Set von insgesamt vier Akkord-Emblemen […], die jeweils eine ganz eigene Ausdrucks- und Bedeutungssphäre ausprägen“. Der Durdreiklang stehe hier für die Sphäre der Kunst, der übermäßige Dreiklang für Hans Sachs, der Beta-Akkord für „Liebe, Lenz und Leidenschaft“ und der Tristan-Akkord schließlich für jene autobiographische Entsagungs-Sphäre, die Wagner in der finalen Libretto-Fassung von 1861 der Hans-Sachs-Figur eingeschrieben hatte. So gesehen ist die Musik der Meistersinger nicht nur in einer Reihe mit dem Tristan zu sehen, sondern auch mit den Spätwerken Götterdämmerung und Parsifal, für die bereits Theodor W. Adorno in seiner Wagner-Schrift von 1952 ein entsprechendes „Akkordmotiv“ namhaft gemacht hatte.
Die Meistersinger, inzwischen längst als eines der großartigsten Werke Wagners anerkannt, fanden zu Lebzeiten des Komponisten geteilte Aufnahme. Zu den glühenden Verehrern des Werkes gehörte Johannes Brahms, der fand, ein „paar Takte“ der Meistersinger seien „wertvoller […] als alle Opern, die nachher komponiert worden sind.“ Ganz anders der Wiener Kritiker Eduard Hanslick, der, nachdem er schon den Tristan als „gesungenen und gegeigten Opiumrausch“ gegeißelt hatte, auch an der Musik der Meistersinger kein gutes Haar ließ. Seine Rezension der Wiener Erstaufführung des Werkes vom 27. Februar 1870 bleibt bei aller überzogenen Polemik gleichwohl ein Schlüsseltext zur frühen Meistersinger-Rezeption. Kennzeichnend für das Stück, so Hanslick, sei „das bewußte Auflösen aller festen Form in ein gestaltloses, sinnlich berauschendes Klingen [und] das Ersetzen selbstständiger, gegliederter Melodien durch ein unförmiges vages Melodisieren“. In zutreffender Weise, wenn auch in abwertendem Ton, analysiert Hanslick auch jene Wagnertypische Technik der Abschnittverbindung, die bisweilen als „Permanenter Trugschluss“ bezeichnet wird. Hanslick wörtlich: „Mit ängstlicher Vermeidung jeder abschließenden Kadenz fließt diese knochenlose Ton-Molluske […] ins unabsehbare fort. Aus Furcht vor der ‚Gewöhnlichkeit‘ der natürlichen Ganz- oder Halbschlüsse verfällt Wagner einer anderen, gar nicht besseren Pedanterie: er wird nämlich monoton gerade dadurch, dass er regelmäßig, wo das Ohr einen abschließenden Dreiklang erwartet, in einen dissonierenden Akkord einlenkt.“
Im Gegensatz dazu lobten spätere Autoren gerade die formalen Eigenschaften:
Alfred Lorenz verwies auf die Ubiquität der Barform, von kleinsten Motiven bis hin zur Anlage des Gesamtwerkes, und führt 62 mehr oder weniger genaue und angeblich als solche intendierte Entsprechungen zwischen den Abläufen der ersten beiden „Stollen“-Akte auf.
Eckhard Henscheid bescheinigte dem Werk „dramatische Vollkommenheit und makro- sowohl als mikroarchitektonische Fehlerlosigkeit“.

## Szenische Umsetzung und Intentionen Richard Wagners
Wagner wollte mit seiner Kunst die „dekadenten“ Theater reformieren. Anstelle seichter Unterhaltung, die er insbesondere während seines Aufenthaltes in Paris kennengelernt hatte, sprach er sich für anspruchsvolle Kunsterziehung aus und entwickelte daraus schließlich auch seine Festspielidee. Seine Idealvorstellung war eine vom Volk ausgehende und von diesem getragene „deutsche Kunst“, wobei er das Nationale nur als dekoratives Element verstanden wissen wollte: „So soll das Kunstwerk der Zukunft den Geist der freien Menschheit über alle Schranken der Nationalitäten hinaus umfassen; das nationale Wesen in ihm darf nur ein Schmuck, ein Reiz individueller Mannigfaltigkeit, nicht eine hemmende Schranke sein.“ Auch der viel kritisierte und oft als nationalistisch interpretierte Schluss-Satz des Hans Sachs am Ende der Oper sagt nichts anderes, als dass die deutsche Kunst überleben würde, wenn auch das Deutsche Reich unterginge: Zerging im Dunst das heil’ge röm’sche Reich, uns bliebe gleich die heil’ge deutsche Kunst. Wagners revolutionäre Kunstideen stießen allerdings zu seiner Zeit eher auf Ablehnung im konservativen Kunstbetrieb.
In den „Meistersingern“ nimmt Wagner mit viel Humor und Originalität Menschen und Strukturen der etablierten Gesellschaft und des Kunst-Establishment aufs Korn. Er lässt den für Neues offenen Schusterpoeten Hans Sachs und den „kunstinnovativen“ Ritter Walther von Stolzing für seine Ideale kämpfen, für die künstlerische Freiheit an sich. Während Walther für das revolutionär Neue steht, tritt Sachs – bei all seiner Toleranz – doch auch für die Bewahrung des Überkommenen in der Kunst ein und ermahnt Walther: Verachtet mir die Meister nicht, und ehrt mir ihre Kunst … In Sachs sieht Wagner die letzte Erscheinung des künstlerisch produktiven Volksgeistes und konfrontiert ihn mit der im Formalismus starrer Regeln gefangenen meistersingerlichen Spießbürgerschaft. Stolzing ist der „Erneuerer“ (Kunstrevolutionär), als der sich Wagner letztlich auch selbst sah.

## Besetzungen 1868–1888
| Rolle                | Stimmlage               | Uraufführung München, 21. Juni 1868 | Wiener Erstaufführung 27. Februar 1870 | Bayreuther Festspiele 1888     |
| -------------------- | ----------------------- | ----------------------------------- | -------------------------------------- | ------------------------------ |
| Hans Sachs           | Bassbariton             | Franz Betz                          | Johann Nepomuk Beck                    | Fritz Plank                    |
| Veit Pogner          | Bass                    | Kaspar Bausewein                    | Hans von Rokitansky                    | Heinrich Wiegand               |
| Kunz Vogelgesang     | Tenor                   | Karl Samuel Heinrich                | Carl Lucca                             | Otto Prelinger                 |
| Konrad Nachtigall    | Bass                    | Eduard Sigl                         | Emil Kraus                             | Wilhelm Gerhartz               |
| Sixtus Beckmesser    | Bariton                 | Gustav Hölzel                       | Julius Campe                           | Fritz Friedrichs               |
| Fritz Kothner        | Bass                    | Karl Fischer                        | Karl Mayerhofer                        | Oskar Schneider                |
| Balthasar Zorn       | Tenor                   | Bartholomäus Weixlstorfer           | Louis Evers                            | Adolf Grupp                    |
| Ulrich Eißlinger     | Tenor                   | Eduard Hoppe                        | Herr Martin                            | J. Demuth                      |
| Augustin Moser       | Tenor                   | Michael Pöppl                       | Alfons Regenspurger                    | Wilhelm Guggenbühler           |
| Hermann Ortel        | Bass                    | Franz Thoms                         | Eduard Brandstoettner                  | Eugen Gebrath                  |
| Hans Schwarz         | Bass                    | Leopold Grasser                     | Heinrich Wohlrath                      | Max Halper                     |
| Hans Foltz           | Bass                    | Ludwig Hayn                         | Herr Sontscheck                        | Carl Selzburg                  |
| Walther von Stolzing | Tenor                   | Franz Nachbaur                      | Gustav Walter                          | Heinrich Gudehus               |
| David                | Tenor                   | Max Schlosser                       | Engelbert Pirk                         | Charles Hedmont                |
| Ein Nachtwächter     | Bass                    | Ferdinand Lang                      | Angelo Neumann                         | Peter Ludwig                   |
| Eva                  | Sopran                  | Mathilde Mallinger                  | Bertha Ehnn                            | Therese Malten                 |
| Magdalena            | Sopran oder Mezzosopran | Sophie Diez                         | Ernestine Gindele                      | Rosa Sucher                    |
| Dirigent             |                         | Hans von Bülow                      | Johann von Herbeck                     | Hans Richter                   |
| Chöre                |                         |                                     |                                        | Julius Kniese                  |
| Inszenierung         |                         | Richard Wagner Reinhard Hallwachs   | nicht bekannt                          | Cosima Wagner August Harlacher |
| Bühnenbild           |                         |                                     | Carlo Brioschi                         | Max Brückner                   |
| Kostüme              |                         |                                     | Franz Xaver Gaul                       | nicht bekannt                  |

Quelle für die Wiener Besetzung: Theaterzettel vom 24. Februar 1870.

## Spieldauer (am Beispiel der Bayreuther Festspiele)
Bei den Bayreuther Festspielen war es üblich, die Länge der einzelnen Aufzüge zu dokumentieren, jedoch wurden dort weder alle Jahre, noch alle Aufführungen des gleichen Werks und ebenso nicht immer alle Akte erfasst. Einfluss auf die Dauer hatten auch die Art der Stimme und das Temperament der Sänger, so dass bei den jeweiligen Dirigenten unterschiedliche Aktlängen entstanden. Die hier genannten Zeiten umfassen nur Aufführungen, für die alle drei Akte dokumentiert wurden.
| Die Meistersinger von Nürnberg | 1. Akt      | 1. Akt              | 2. Akt      | 2. Akt              | 3. Akt      | 3. Akt              | Gesamtdauer | Gesamtdauer         |
| Die Meistersinger von Nürnberg | Std.        | Dirigent            | Std.        | Dirigent            | Std.        | Dirigent            | Std.        | Dirigent            |
| ------------------------------ | ----------- | ------------------- | ----------- | ------------------- | ----------- | ------------------- | ----------- | ------------------- |
| Kürzeste Dauer                 | 1:11        | Fritz Busch         | 0:55        | Hermann Abendroth   | 1:54        | Fritz Busch         | 4:05        | Fritz Busch         |
| Längste Dauer                  | 1:28        | Hans Knappertsbusch | 1:07        | Hans Knappertsbusch | 2:09        | Hans Knappertsbusch | 4:40        | Hans Knappertsbusch |
| Spannweite *                   | 0:17 (24 %) | 0:17 (24 %)         | 0:12 (22 %) | 0:12 (22 %)         | 0:15 (13 %) | 0:15 (13 %)         | 0:35 (16 %) | 0:35 (16 %)         |

* Prozentangaben beziehen sich auf die kürzeste Dauer.
| Jahr | Dirigent            | 1. Akt | 2. Akt | 3. Akt | Gesamtdauer |
| ---- | ------------------- | ------ | ------ | ------ | ----------- |
| 1888 | Hans Richter        | 1:23   | 1:01   | 2:00   | 4:24        |
| 1892 | Felix Mottl         | 1:22   | 0:59   | 1:55   | 4:16        |
| 1924 | Fritz Busch         | 1:11   | 1:00   | 1:54   | 4:05        |
| 1925 | Karl Muck           | 1:20   | 0:59   | 2:00   | 4:19        |
| 1933 | Karl Elmendorff     | 1:20   | 1:00   | 2:05   | 4:25        |
| 1933 | Heinz Tietjen       | 1:25   | 1:05   | 2:03   | 4:33        |
| 1943 | Hermann Abendroth   | 1:27   | 0:55   | 1:58   | 4:20        |
| 1943 | Wilhelm Furtwängler | 1:19   | 0:56   | 2:00   | 4:15        |
| 1951 | Herbert von Karajan | 1:22   | 0:59   | 2:02   | 4:23        |
| 1952 | Hans Knappertsbusch | 1:26   | 1:05   | 2:09   | 4:40        |
| 1956 | André Cluytens      | 1:23   | 1:00   | 2:00   | 4:23        |
| 1959 | Erich Leinsdorf     | 1:22   | 1:00   | 1:55   | 4:17        |
| 1960 | Hans Knappertsbusch | 1:28   | 1:07   | 2:04   | 4:39        |
| 1961 | Josef Krips         | 1:25   | 1:04   | 2:08   | 4:37        |
| 1963 | Thomas Schippers    | 1:22   | 0:58   | 2:00   | 4:20        |
| 1964 | Karl Böhm           | 1:16   | 0:59   | 1:57   | 4:12        |
| 1964 | Robert Heger        | 1:23   | 1:01   | 2:05   | 4:29        |
| 1968 | Karl Böhm           | 1:18   | 0:58   | 1:56   | 4:12        |
| 1968 | Berislav Klobučar   | 1:17   | 0:58   | 1:55   | 4:10        |
| 1970 | Hans Wallat         | 1:23   | 1:00   | 2:01   | 4:24        |
| 1970 | Hans Wallat         | 1:18   | 1:01   | 1:59   | 4:18        |
| 1973 | Silvio Varviso      | 1:18   | 0:58   | 1:56   | 4:12        |
| 1975 | Heinrich Hollreiser | 1:19   | 0:59   | 1:55   | 4:13        |

## Einspielungen (Auswahl)
Historische Dokumente:
- Hans Hermann Nissen, Henk Noort, Hermann Wiedemann, Richard Sallaba, Maria Reining, Kerstin Thorborg, Chor der Wiener Staatsoper, Wiener Philharmoniker unter Arturo Toscanini, Aufnahme der Salzburger Festspiele 1937
- Friedrich Schorr, Irene Jessner, Charles Kullmann, Walter Olitzki, Emanuel List, Karl Laufkötter, Karin Branzell, Chor und Orchester der Metropolitan Opera New York unter Erich Leinsdorf, 1939
- Paul Schöffler, Ludwig Suthaus, Erich Kunz, Friedrich Dalberg, Erich Witte, Hilde Scheppan, Camilla Kallab, Chor und Orchester der Bayreuther Festspiele unter Hermann Abendroth, Aufnahme der Bayreuther Festspiele 1943
- Jaro Prohaska, Max Lorenz, Eugen Fuchs, Josef Greindl, Erich Zimmermann, Maria Müller, Camilla Kallab, Chor und Orchester der Bayreuther Festspiele unter Wilhelm Furtwängler, Aufnahme der Bayreuther Festspiele 1943 (unvollständig)
- Paul Schöffler, Günther Treptow, Karl Dönch, Anton Dermota, Hilde Güden, Else Schürhoff, Wiener Staatsopernchor, Wiener Philharmoniker unter Hans Knappertsbusch, Decca 1950/51
- Otto Edelmann, Hans Hopf, Erich Kunz, Gerhard Unger, Elisabeth Schwarzkopf, Ira Malaniuk, Chor und Orchester der Bayreuther Festspiele unter Herbert von Karajan, 1951
- Ferdinand Frantz, Lisa della Casa, Hans Hopf, Gottlob Frick, Heinrich Pflanzl, Paul Kuën, Hertha Töpper, Chor und Orchester der Bayerischen Staatsoper unter Hans Knappertsbusch, 1955 (Orfeo)

Spätere Aufnahmen:
- Thomas Stewart, Sándor Kónya, Gundula Janowitz, Thomas Hemsley, Gerhard Unger, Brigitte Fassbaender, Chor und Symphonieorchester des Bayerischen Rundfunks unter Rafael Kubelik, BR 1967
- Theo Adam, René Kollo, Geraint Evans, Karl Ridderbusch, Peter Schreier, Helen Donath, Ruth Hesse, Chor der Staatsoper Dresden, Rundfunkchor Leipzig, Staatskapelle Dresden unter Herbert von Karajan, EMI 1970
- Norman Bailey, René Kollo, Hannelore Bode, Julia Hamari, Bernd Weikl, Kurt Moll, Adolf Dallapozza, Wiener Staatsopernchor, Wiener Philharmoniker unter Georg Solti, Decca 1975
- Dietrich Fischer-Dieskau, Catarina Ligendza, Christa Ludwig, Plácido Domingo, Chor und Orchester der Deutschen Oper Berlin unter Eugen Jochum, Deutsche Grammophon 1976
- Bernd Weikl, Cheryl Studer, Kurt Moll, Ben Heppner, Chor und Orchester der Bayerischen Staatsoper unter Wolfgang Sawallisch, EMI 1994
- Robert Holl, Peter Seiffert, Andreas Schmidt, Endrik Wottrich, Emily Magee, Chor und Orchester der Bayreuther Festspiele unter Daniel Barenboim, Juni 1999

## Ehrungen

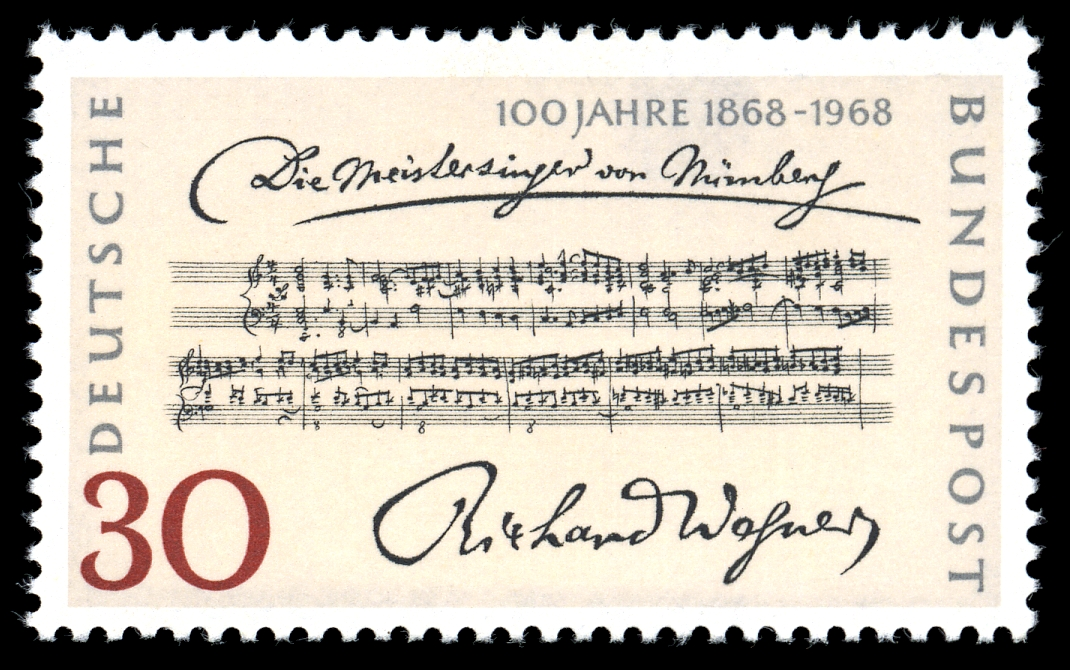
Briefmarke 1968

1968 gab die Deutsche Bundespost eine Briefmarke zum einhundertsten Jahrestag der Uraufführung heraus.

## Bearbeitungen
Im Jahr 2012 entstand das Theaterstück „Meistersinger“ von Matthias Eichele, welches in Gegenwartssprache die – erweiterte – Handlung der Oper als Komödie für Sprechtheater auf die Bühne bringt. Musikalische Themen wie die Einweisung Davids, die Entstehung des Preisliedes oder das nächtliche Ständchen werden ins rein Literarische übertragen.
Im Rahmen der Bewerbung um den Titel „Kulturhauptstadt Europas 2025“ fand am 28. Juni 2020 die Uraufführung von Selcuk Caras musikalischer Bearbeitung von Richard Wagners Die Meistersinger von Nürnberg mit Sprechtext im Gebäudekomplex der Kongresshalle auf dem ehemaligen Reichsparteitagsgelände Nürnberg statt. Der ehemalige Opernsänger Selcuk Cara übernahm neben Konzept, Sprechtext und Regie zudem die Bereiche künstlerische Produktionsleitung, Bühnenraum, Lichtgestaltung und Kostüm.

## Bibliographie

### Sekundärliteratur
- Theodor W. Adorno: Versuch über Wagner, »Gesammelte Schriften«, vol. 13, Frankfurt (Suhrkamp) 1971.
- Frank P. Bär: Wagner – Nürnberg – Meistersinger: Richard Wagner und das reale Nürnberg seiner Zeit, Verlag des Germanischen Nationalmuseums, Nürnberg 2013, ISBN 978-3-936688-74-0.
- Peter Berne: Wagner zwischen Todessehnsucht und Lebensfülle. Tristan und Meistersinger, Wien (Hollitzer) 2020, ISBN 978-3-99012-852-7.
- Dieter Borchmeyer: Das Theater Richard Wagners. Idee ─ Dichtung ─ Wirkung, Stuttgart (Reclam) 1982.
- Patrick Carnegy: Wagner and the Art of the Theatre, New Haven/CT (Yale University Press) 2006, ISBN 0-300-10695-5.
- Attila Csampai, Dietmar Holland (Hrsg.): Richard Wagner, »Die Meistersinger von Nürnberg«. Texte, Materialien, Kommentare, Reinbek (Rowohlt) 1981.
- Carl Dahlhaus: Wagners Konzeption des musikalischen Dramas, Regensburg (Bosse) 1971, 2. Auflage: München/Kassel (dtv/Bärenreiter) 1990.
- Carl Dahlhaus: Der Wahnmonolog des Hans Sachs und das Problem der Entwicklungsform im musikalischen Drama, in: Jahrbuch für Opernforschung 1/1985, S. 9–25.
- Ludwig Finscher: Über den Kontrapunkt der Meistersinger, in: Carl Dahlhaus (ed.), Das Drama Richard Wagners als musikalisches Kunstwerk, Regensburg (Bosse) 1970, S. 303–309.
- Lydia Goehr: »— wie ihn uns Meister Dürer gemalt!«: Contest, Myth, and Prophecy in Wagner’s »Die Meistersinger von Nürnberg«, in: Jornal of the American Musicological Society 64/2011, S. 51–118.
- Arthur Groos: Constructing Nuremberg: Typological and Proleptic Communities in »Die Meistersinger«, in: 19th-Century Music 16/1992, S. 18–34.
- Arthur Groos: Pluristilismo e intertestualità: I »Preislieder« nei »Meistersinger von Nürnberg« e nella »Ariadne auf Naxos«, in: Opera & Libretto, 2/1993; Olschki, Firenze, S. 225–235.
- Helmut Grosse/Norbert Götz (Hrsg.): Die Meistersinger und Richard Wagner. Die Rezeptionsgeschichte einer Oper von 1868 bis heute, »Ausstellungskatalog des Germanischen Nationalmuseums Nürnberg«, Nürnberg (Germanisches Nationalmuseum) 1981.
- Walter Jens: Natur und Kunst: Richard Wagners »Die Meistersinger von Nürnberg«. Ein rhetorisches Lehrstück, in: programa del Festival di Bayreuth, Die Meistersinger von Nürnberg, Bayreuth (Bayreuther Festspiele) 1982, S. 1–13.
- Klaus Günter Just: Richard Wagner ─ ein Dichter? Marginalien zum Opernlibretto des 19. Jahrhunderts, in: Stefan Kunze (Hrsg.), Richard Wagner. Von der Oper zum Musikdrama, Bern/München (Francke) 1978, S. 79–94.
- Marc Klesse: Richard Wagners »Meistersinger von Nürnberg«. Literatur- und kulturwissenschaftliche Lektüren zu Künstlertum und Kunstproduktion, München (AVM) 2018.
- Jürgen Kolbe (Hrsg.): Wagners Welten. Katalog zur Ausstellung im Münchner Stadtmuseum 2003–2004, München/Wolfratshausen (Minerva) 2003.
- Stefan Kunze (Hrsg.): Richard Wagner. Von der Oper zum Musikdrama, Bern/München (Francke) 1978.
- Stefan Kunze: Der Kunstbegriff Richard Wagners, Regensburg (Bosse) 1983.
- Jörg Linnenbrügger: Richard Wagners »Die Meistersinger von Nürnberg«. Studien und Materialien zur Entstehungsgeschichte des ersten Aufzugs (1861–1866), Göttingen (Vandenhoeck & Ruprecht) 2001.
- Alfred Lorenz: Das Geheimnis der Form bei Richard Wagner , Band 3, Berlin (Max Hesse) 1931, Reprint Tutzing (Schneider) 1966.
- Jürgen Maehder: Wagner-Forschung versus Verdi-Forschung ─ Anmerkungen zum unterschiedlichen Entwicklungsstand zweier musikwissenschaftlicher Teildisziplinen, in: Arnold Jacobshagen (Hrsg.), Verdi und Wagner, Kulturen der Oper , Wien/Köln (Böhlau) 2014, S. 263–291, ISBN 978-3-412-22249-9.
- Jürgen Maehder: The Intellectual Challenge of Staging Wagner: Staging Practice at Bayreuth Festival from Wieland Wagner to Patrice Chéreau, in: Marco Brighenti/Marco Targa (Hrsg.), Mettere in scena Wagner. Opera e regia fra Ottocento e contemporaneità, Lucca (LIM) 2019, S. 151–174.
- Claus-Steffen Mahnkopf (Hrsg.): Richard Wagner, Konstrukteur der Moderne. Klett-Cotta, Stuttgart 1999, ISBN 3-608-91979-1.
- Volker Mertens: Richard Wagner und das Mittelalter, in: Ulrich Müller, Ursula Müller (Hrsg.), Richard Wagner und sein Mittelalter, Anif/Salzburg (Müller-Speiser) 1989, S. 9–84.
- Barry Millington: Nuremberg Trial: Is there Anti-Semitism in »Die Meistersinger«?, in: Cambridge Opera Journal 3/1991, S. 247–260.
- Barry Millington: The Wagner Compendium: A Guide to Wagner’s Life and Music, London (Thames & Hudson) 1992, ISBN 978-0-500-28274-8.
- Ulrich Müller, Ursula Müller (Hrsg.): Richard Wagner und sein Mittelalter, Anif/Salzburg (Müller-Speiser) 1989.
- Ulrich Müller, Oswald Panagl: Ring und Graal. Texte, Kommentare und Interpretationen zu Richard Wagners »Der Ring des Nibelungen«, »Tristan und Isolde«, »Die Meistersinger von Nürnberg« und »Parsifal«, Würzburg (Königshausen & Neumann) 2002.
- Dieter Schickling: »Schlank und wirkungsvoll«. Giacomo Puccini und die italienische Erstaufführung der »Meistersinger von Nürnberg«, in: Musik & Ästhetik 4/2000, S. 90–101.
- Klaus Schultz (Hrsg.): Die Meistersinger von Nürnberg, Programmheft der Bayerischen Staatsoper, München (Bayerische Staatsoper) 1979 (Aufsätze von Peter Wapnewski, Hans Mayer, Stefan Kunze, John Deathridge, Egon Voss, Reinhold Brinkmann).
- Michael von Soden (Hrsg.): Richard Wagner. Die Meistersinger von Nürnberg, Frankfurt (Insel) 1983.
- Jeremy Tambling: Opera and Novel ending together: »Die Meistersinger« and »Doktor Faustus«, in: Forum for Modern Language Studies 48/2012, S. 208–221.
- Hans Rudolf Vaget: Wehvolles Erbe. Zur »Metapolitik« der »Meistersinger von Nürnberg«, in: Musik & Ästhetik 6/2002, S. 23–39.
- Nicholas Vaszonyi (Hrsg.): Wagner’s Meistersinger. Performance, History, Representation, Rochester/NY (Univ. of Rochester Press) 2002, ISBN 978-1-58046-168-9.
- Egon Voss: »Wagner und kein Ende«. Betrachtungen und Studien, Zürich/Mainz (Atlantis) 1996.
- Peter Wapnewski: Der traurige Gott. Richard Wagner in seinen Helden, München (C. H. Beck) 1978.
- Peter Wapnewski: Richard Wagner. Die Szene und ihr Meister, München (C. H. Beck) 1978.
- John Warrack (Hrsg.): »Die Meistersinger von Nürnberg«, Cambridge Opera Handbook, Cambridge (Cambridge University Press) 1994, ISBN 0-521-44895-6.
- Johannes Karl Wilhelm Willers (Hrsg.): Hans Sachs und die Meistersinger, »Ausstellungskatalog des Germanischen Nationalmuseums Nürnberg«, Nürnberg (Germanisches Nationalmuseum) 1981.
- Franz Zademack: Die Meistersinger von Nürnberg. Richard Wagners Dichtung und ihre Quellen, Berlin (Dom Verlag) 1921.